# Transportador PepT1
O transportador de peptídeos 1  (PepT 1) também conhecido como membro 1 da família 15 de carreadores de solutos (SLC15A1) é uma proteína que em humanos é codificada pelo gene SLC15A1. PepT 1 é um carreador de solutos para oligopeptídeos. Ele age na reabsorção renal de oligopeptídeos e no intestino de maneira dependente de prótons, agindo como um co-transportador.

## Função
O SLC15A1 é localizado na membrana das células com bordadura em escova do epitélio intestinal e medeiam a captura de dipeptídeos e tripeptídeos do lúmen para os enterócitos. Essa proteína possui um papel fundamental na captura e digestão de proteínas da dieta. Ela também facilita a absorção de diversas drogas peptidomiméticas.